# Philadelphia ’77
Philadelphia ’77 – album na żywo Elvisa Presleya, składający się z koncertu, który odbył się 28 maja 1977 roku Filadelfii oraz bonusów.

## Lista utworów
1. See See Rider
2. I Got a Woman – Amen
3. Love me
4. My Way
5. Jailhouse Rock
6. You Gave Me a Mountain
7. What’d I Say
8. Band Intoductions – Johnny B. Goode – Hurt
9. Walk That Lonesome Road
10. Hound Dog
11. Can’t Help Falling in Love

## Bonusy
1. An American Trilogy 14–17 lutego 1972
2. Never Been to Spain 14–17 lutego 1972
3. You Gave Me a Mountain 14–17 lutego 1972
4. A Big Hunk O’Love 14–17 lutego 1972
5. It’s Impossible 14–17 lutego 1972
6. The Impossible Dream 14–17 lutego 1972
7. It’s Over 14–17 lutego 1972
8. What’d I Say 1973
9. Steamroller Blues 1973